# Т-4А
Т-4, Т-4А, Т-4АП — марки гусеничных тракторов, выпускавшихся Алтайским тракторным заводом. Трактор Т-4 выпускался с 1964 по 1970 годы, трактор Т-4А — с 1970 по 1998 годы (с частичной модернизацией).
Тракторы Т-4 и Т-4А — сельскохозяйственные пахотные. Трактор Т-4АП — промышленная модификация для строительных и мелиоративных работ, отличающаяся наличием шарниров для установки фронтального отвала, гидроцилиндров его привода, а также механизма блокировки рессоры подвески, обеспечивающего более точное позиционирование отвала относительно грунта. Механизм блокировки имеет гидравлическое управление и включается из кабины на ходу.

## Технические данные

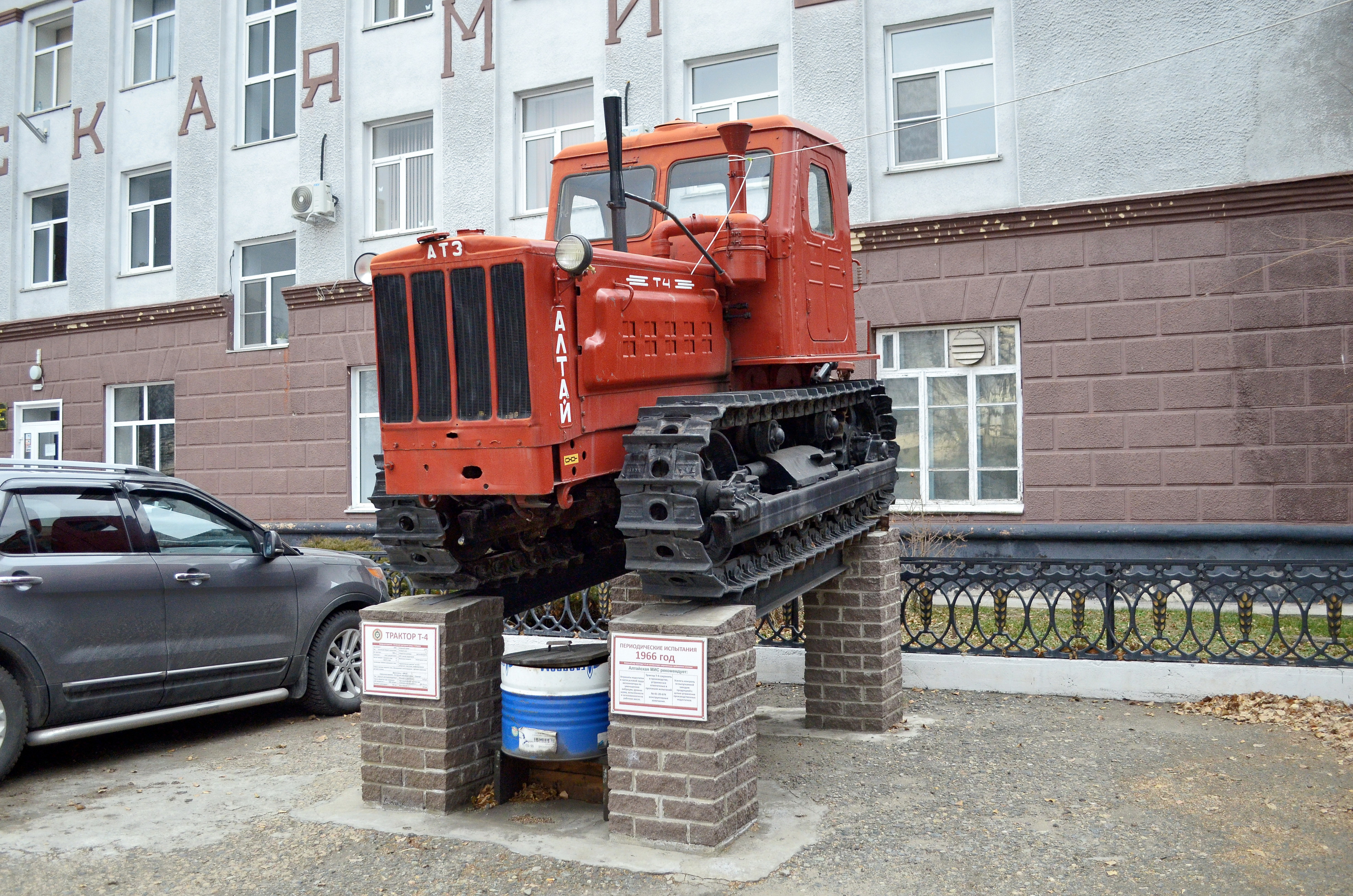
Трактор Т-4 Алтай, АТЗ, год выпуска 1966 г

- Трактор Т-4 имеет мощность двигателя 110 л. с., а тракторы Т-4А и Т-4АП — 130 л. с.
- Запуск двигателя производится пусковым двухтактным бензиновым двигателем ПД-10У мощностью в 10 л. с., который, в свою очередь, можно запустить либо электростартёром от бортовой аккумуляторной батареи, либо раскручиванием маховика пускового двигателя кожаным шнуром.

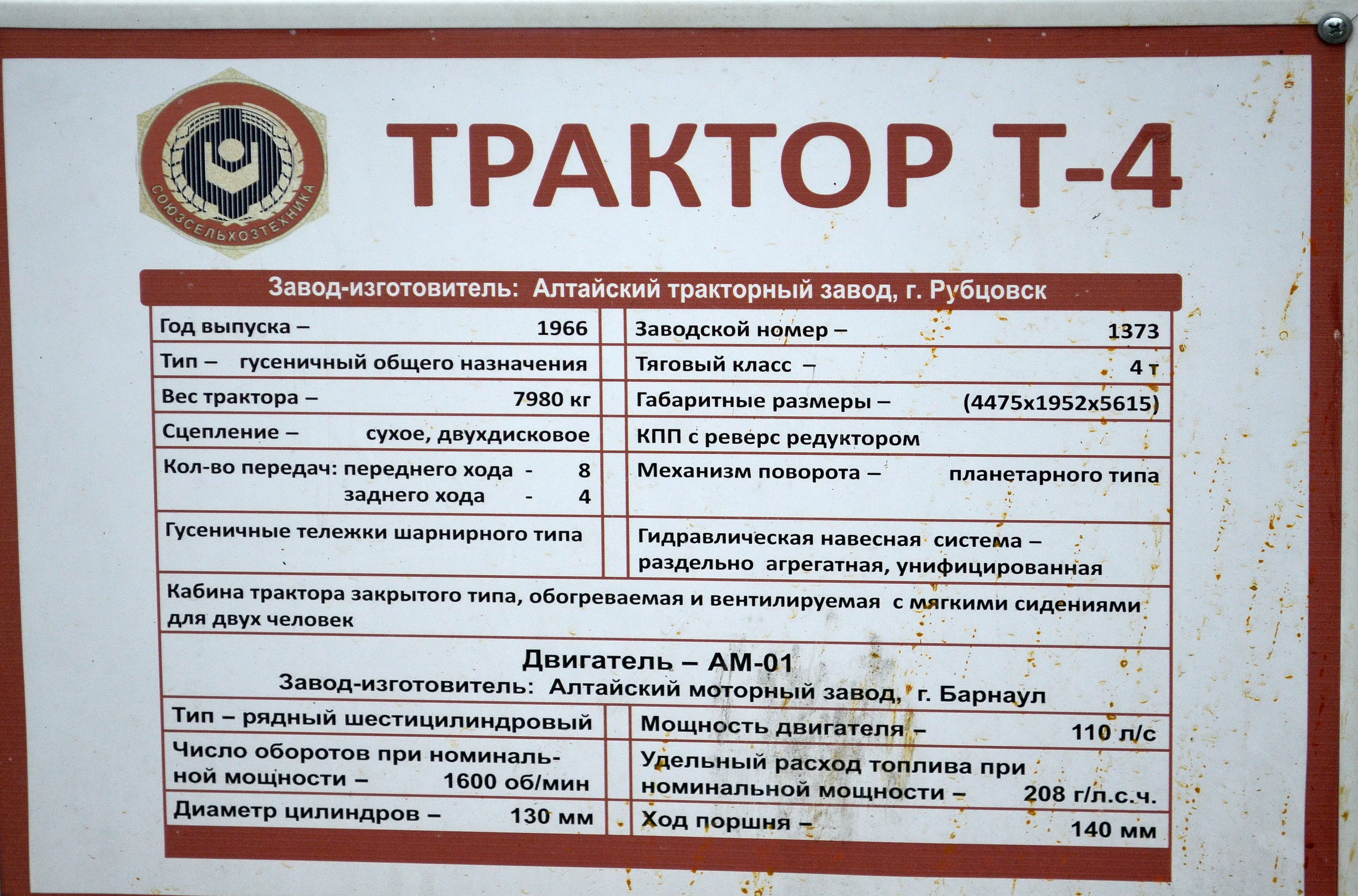
Табличка с техническими данными трактора Т-4

- Табличка с техническими данными трактора Т-4Для облегчения запуска в холодное время имеется декомпрессор, приводимый в действие рычагом.
- Коробка передач механическая, с реверс-редуктором, позволяет получить восемь передач вперёд и четыре назад.
- Задний ход включается отдельным рычагом реверс-редуктора.
- Трансмиссия трактора механическая. Управление поворотом посредством планетарного механизма.
- Подвеска полужёсткая. Блок гусеничной тележки качается на неподвижной оси ведущей шестерни, расположенной сзади.
- Кабина закрытого типа, обогреваемая и вентилируемая с мягкими сидениями для двух человек.

## Оценка проекта

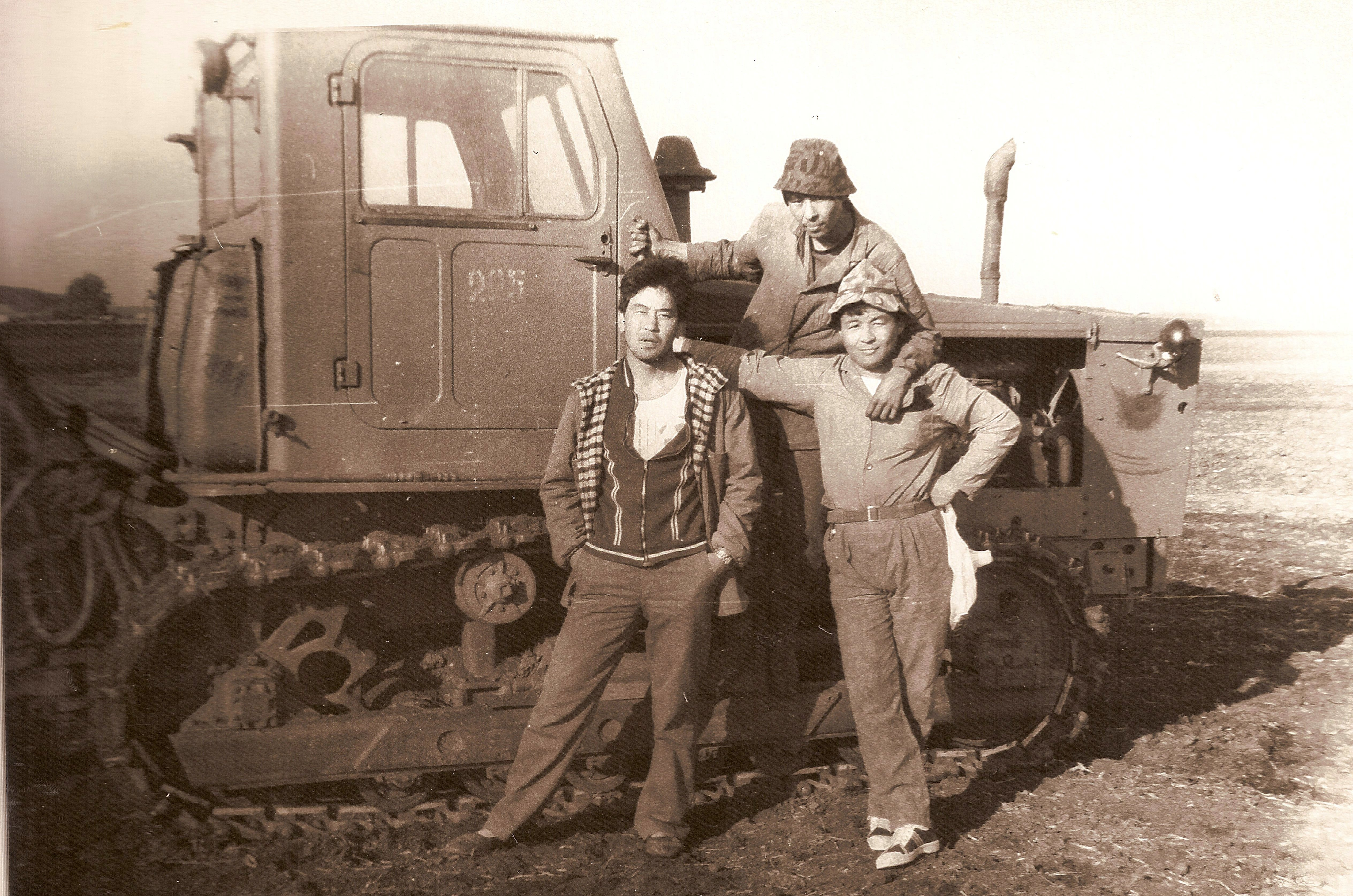
На фоне Т-4А. Студенты факультета механизации КазСХИ на производственной практике. Кустанайская область, Ленинский район, совхоз Новопокровский. Сентябрь 1991 года

Тракторы семейства Т-4 были широко распространены в целинных районах Сибири и Казахстана. Их тяговооружённость позволяла выполнять пахоту тяжёлых орошаемых почв.
Но, тем не менее, тракторы среди эксплуатационщиков заслужили преимущественно негативную оценку. Причин тому было несколько:
- полужёсткая подвеска обеспечивала лишь очень малую скорость движения (до 9 км/ч), что делало тракторы по сути узкоспециализированными, пригодными только для пахоты, и в летне-осенний период они простаивали. В то же время более скоростные тракторы близких классов Т-74, ДТ-75 и, особенно, Т-150 широко использовались в летне-осенний период и для выполнения других работ;
- полужёсткая подвеска в зимний период, при работе на мёрзлом грунте вызывала сильную тряску, причиняя дискомфорт механизатору;
- гусеница трактора была недостаточно прочной и надёжной, что в сочетании опять таки с полужёсткой подвеской вызывало её частые разрывы;
- для замены быстроизнашиваемых фрикционных лент поворотного механизма требовалось снятие топливного бака;
- двигатель трактора отличался повышенной шумностью;
- трактор был более сложен в обслуживании и ремонте по сравнению с ДТ-75.